# Time Without Consequence
Time Without Consequence è il primo album in studio del cantautore folk Alexi Murdoch, pubblicato il 6 giugno 2006 sotto l'etichetta discografica indipendente Zero Summer.

## Il disco
La lavorazione del disco è iniziata nel 2004 ed è proseguita per i 2 anni successivi. L'album è uscito nel giugno 2006 ripropone 3 brani già pubblicati nell'EP Four Songs e registrati nuovamente per l'occasione: Song For You, Blue Mind e Orange Sky.
Molte delle tracce sono state utilizzate in serie TV e film come Prison Break, The O.C., Stargate Universe, Selfie, Continuum, Real Steel o in spot pubblicitari come quello del 2008 per promuovere la nuova Nissan Titan.

## Tracce
1. All My Days – 4:57
2. Breathe – 4:17
3. Home – 5:50
4. Song for You – 4:38
5. Dream About Flying – 4:50
6. Wait – 5:57
7. Love You More – 2:36
8. Blue Mind – 5:43
9. Shine – 7:46
10. 12 – 6:50
11. Orange Sky – 6:11